# Eberhard Sohns
Eberhard Sohns (* 3. September 1936 in Berlin; † 2. Januar 2017) war ein deutscher Politiker der SPD.

## Ausbildung und Beruf
Eberhard Sohns besuchte die Hauptschule und danach die Berufsaufbauschule im Zweiten Bildungsweg. Von 1964 bis 1967 besuchte er die Bergbau-Ingenieurschule, die er als Ing. grad. abschloss (später Nachdiplomierung zum Diplom-Ingenieur). Danach durchlief er Bergbauberufe als Knappe, Hauer, Steiger, Fahrsteiger, Obersteiger sowie Hauptabteilungsleiter und Referent.

## Politik
Eberhard Sohns war seit 1970 Mitglied der SPD. Zeitweise war er Stellvertretender Ortsvorsitzender bzw. ab 1991 Erster Vorsitzender des SPD-Ortsvereins Kamp-Lintfort, Bundesdelegierter und Mitglied des Unterbezirksvorstands Wesel.
Sohns war Mitglied der IG Bergbau, des Deutschen Siedlerbundes und der Deutschen Lebens-Rettungs-Gesellschaft sowie Mitglied der Arbeiterwohlfahrt. Er war bis 2005 Erster Vorsitzender des Fördervereins „Russlandhilfe Kamp-Lintfort und Umgebung e.V.“
Eberhard Sohns war vom 31. Mai 1990 bis zum 1. Juni 2000 direkt gewähltes Mitglied des 11. und 12. Landtags von Nordrhein-Westfalen für den Wahlkreis 062 Wesel I.